# 2852 Declercq
2852 Declercq este un asteroid din centura principală, descoperit pe 23 august 1981 de Henri Debehogne.